# Carly Pope
Carly Pope (28 de agosto de 1980) é uma atriz canadense, mais conhecida por interpretar Sam McPherson no seriado Popular em 1999 e Susan em Arrow.

## Filmografia
| Ano  | Título                     | Papel          | Nota(s)        |
| ---- | -------------------------- | -------------- | -------------- |
| 1998 | Disturbing Behavior        | Abbey          |                |
| 2000 | Snow Day                   | Fawn           |                |
| 2001 | Finder's Fee               | Carla          |                |
| 2001 | A Casa de Vidro            | Tasha          |                |
| 2002 | Correndo Atrás do Diploma  | Tanya          |                |
| 2002 | Various Positions          | Cheryth Bleyn  |                |
| 2003 | Nemesis Game               | Sara Novak     |                |
| 2004 | Intern Academy             | Sarah Calder   |                |
| 2004 | Everyone                   | Rena           |                |
| 2005 | Window Theory              | Angela         |                |
| 2005 | Sandra Gets Dumped         | Sandra         | Curta-metragem |
| 2005 | Hamster Cage               | Candy          |                |
| 2005 | French Guy                 | Anna           |                |
| 2005 | Eighteen                   | Jenny          |                |
| 2005 | Two for the Money          | Tammy          |                |
| 2005 | White coats                |                |                |
| 2005 | Sandra Goes to Whistler    | Sandra         | Curta-metragem |
| 2007 | Itty Bitty Titty Committee | Shulamith      |                |
| 2007 | Beneath                    | Vanessa        |                |
| 2007 | Young People Fucking       | Kris           |                |
| 2008 | Say Goodnight              | Crystal        |                |
| 2008 | Edison and Leo             | Zella (voice)  |                |
| 2008 | Toronto Stories            | Roshanna       |                |
| 2009 | Life Is Hot in Cracktown   | Stacy          |                |
| 2009 | Stuntmen                   | Karla Bravo    |                |
| 2010 | Man and Woman              | Amy            | Curta-metragem |
| 2011 | S.W.A.T.: Firefight        | Kim Byers      | Vídeo          |
| 2011 | Textuality                 | Simone         |                |
| 2012 | Concrete Blondes           | Kris Connifer  |                |
| 2013 | Elysium                    |                |                |
| 2017 | Arrow                      | Susan Williams |                |